# Acabaria biserialis
Acabaria biserialis är en korallart som beskrevs av Kükenthal 1908. Acabaria biserialis ingår i släktet Acabaria och familjen Melithaeidae. Inga underarter finns listade i Catalogue of Life.